# Аеродром Кингсфорд Смит
Међународни аеродром Кингсфорд Смит (IATA: SYD, ICAO: YSSY) (енгл. Kingsford Smith International Airport) се налази у сиднејском предрграђу Маскот. Аеродром Кингсфорд Смит је најстарији аеродром у свету и највећи је аеродром у Аустралији по броју путника (кроз аеродром је 2006. прошло више од 30 милиона путника). На аеродрому су смештене техничке базе Квантаса.

## Историјат
Аеродром Сиднеј је отворен 1920. Године 1953, Аеродром Сиднеј је променио име у Међународни аеродром „Кингсфорд Смит“, име аустралијског авијатичара.
Прве писте су грађене 1933. Нови међународни терминал је отворен на 3. маја 1970.
Због УН санкција које су уведене Југославији, авио-компанија Југословенски Аеротранспорт (JAT) је морала да прекине летове за Сиднеј. Лет JU580/581 је летао 3 пута недељно на линији Београд-Дубаи-Сингапур-Мелбурн-Сиднеј.

## Авио-компаније и дестинације
Аеродром Кингсфорд Смит има 3 терминала. Следеће авио-компаније користе Аеродром Кингсфорд Смит (од јануар 2008):

### Међународни Терминал (T1)
- Аеролиниас Аргентинас (Буенос Ајрес-Езеиза, Окланд)
- Азиана ерлајнс (Сеул-Инчеон)
- Бритиш ервејз (Бангкок-Суварнабуми, Лондон-Хитроу, Сингапур)
- Верџин Атлантик ервејз (Лондон-Хитроу, Хонгконг)
- Верџин Блу
  - Пацифик Блу (Крајстчерч, Нади, Нукуалофа)
  - Полинезијан Блу (Апиа)
- Вива Макао (Макао)
- Вијетнам ерлајнс (Ханој, Хо Ши Мин)
- Гаруда Индонезија (Денпасар)
- Емирати (Бангкок-Суварнабуми, Дубаи, Крајстчерч, Окланд)
- Ер Вануату (Вила)
- Еркалин (Нумеа)
- Ер Канада (Ванкувер, Торонто-Пирсон)
- Ер Маурицијус (Порт Луис)
- Ер Њугини (Порт Морзби)
- Ер Њу Зеланд (Велингтон, Данидн, Квинстаун, Крајстчерч, Окланд, Раротонга, Хамилтон)
- Ер Пацифик (Нади)
- Ер Тахити Нуи (Папете)
- Ер Чајна (Пекинг, Шангај-Пудонг)
- Итихад ервејз (Абу Даби)
- Џапан ерлајнс (Токио-Нарита)
- Јунајтед ерлајнс (Лос Анђелес, Сан Франциско)
- Катеј Пацифик (Хонгконг)
- Квантас (Аделејд, Бангкок-Суварнабуми, Велингтон, Бризбејн, Јоханезбург, Квинстаун, Крајстчерч, Лондон-Хитроу, Лос Анђелес, Манила, Мелбурн-Таламарин, Мумбај, Нумеа, Њујорк-Џон Ф. Кенеди, Окланд, Пекинг, Сантијаго, Сан Франциско, Сингапур, Токио-Нарита, Франкфурт, Хонгконг, Хонолулу, Џакарта, Шангај-Пудонг)
  - Џетстар ервејз (Бризбејн, Денпасар, Крајстчерч, Куала Лумпур, Мелбурн-Таламарин, Нагоја, Осака-Кансај, Пукет, Хо Ши Мин, Хонолулу)
- Коријан ер (Сеул-Инчеон)
- ЛАН ерлајнс (Окланд, Сантијаго)
- Малезија ерлајнс (Куала Лумпур)
- Норфолк ер (Мелбурн-Таламарин, Норфолк острва)
- Ројал Брунеј ерлајнс (Бандар Сери Бегаван)
- Сингапур ерлајнс (Сингапур)
- Таи ервејез интернашонал (Бангкок-Суварнабуми)
- Трансаеро (Москва-Домодедово, Хонгконг)
- Филипин ерлајнс (Манила-Ниној Акино)
- Хавајан ерлајнс (Хонолулу)
- Чајна ерлајнс (Тајпеј-Тајван Таојуан)
- Чајна истерн ерлајнс (Шангај-Пудонг)
- Чајна сатхерн ерлајнс (Гуиџоу)

### Домаћи Терминал (T2)
- Аеропеликан ер сервисес (Инверел, Њукасл)
- Верџин Блу (Аделејд, Албури, Балина, Бризбејн, Златна обала, Канбера, Кенс, Кофс Харбор, Лонсестон, Макеј, Маручидор, Мелбурн-Таламарин, Перт, Порт Макуари, Рокхамптон, Таунсвил, Фрејзер Остраво, Хамилтон Остраво, Хобарт)
- Квантас
  - КвантасЛинк (Албури, Армидејл, Дабо, Кофс Харбор, Лорд Хау Остраво, Мори, Нарабри, Њукасл, Порт Макуари, Тамуорт, Уага Уага)
  - Џетстар ервејз (Аделејд, Балина, Бризбејн, Златна обала, Кенс, Лонсестон, Маручидор, Мелбурн-Авалон, Просерпајн, Таунсвил, Фрејзер Острово, Хамилтон Остраво, Хобарт)
- Риџенал Експрес (Албури, Балина, Брокен Хил, Графтон, Грифит, Дабо, Кума [Сезонски], Лизмор, Меримбјула, Милџура, Моруја, Нарандира, Оранџ, Паркс, Тари, Уага Уага)
  - Ер Линк (Батурст, Дабо, Маџи)

### Квантас Домаћи Терминал (T3)
- Квантас (Аделејд, Алис Спрингс, Бризбејн, Дарвин, Златна обала, Канбера, Кенс, Мелбурн-Таламарин, Перт, Улуру, Хобарт)